# Володимерова, Лариса Вадимовна
Лари́са Вади́мовна Володи́мерова (род. 23 июля 1960, Ленинград) — поэтесса, прозаик, публицист, журналистка, художница, правозащитник.
C 1997 года живёт в Амстердаме.

## Биография
1982 — окончила филологический факультет Ленинградского государственного университета (португальское отделение), в России работала инженером, переводчицей, журналисткой, портье в гостинице для иностранцев, руководителем ЛИТО (в том числе в детских домах и женской колонии); ректором Института литературы, журналистики и драмы в Иерусалиме и других городах (Израиль).
1992 — выехала на жительство в государство Израиль, где вела ЛИТО.
1996 — организовала первый Русский институт литературы, журналистики и драмы в Иерусалиме. В Израиле окончила аспирантуру, но не защищалась.
Лариса Володимерова, как автор, включена в Новую литературную карту России. Её поэзия вошла в антологию «Освобождённый Улисс» (составитель Дмитрий Кузьмин).
В настоящее время Лариса Володимерова является автором значительного количества (34) опубликованных книг (стихи, поэмы, повести, романы, пьесы), в том числе «Избранного». Живёт в Амстердаме. Роман «Иерусалимский playboy» выдержал переиздание в «Геликон плюс» А. Житинского.
Лариса Володимерова также получила звание «Журналист 2007 года» от Международного союза литераторов и журналистов APIA (Великобритания).
Полное собрание сочинений в 9 томах.
С 2015 г. выставляет картины в галереях Амстердама. С 2016 — персональная выставка в картинной галерее Вены и более 20 персональных выставок в Нидерландах.

## Правозащитная деятельность
Л. В. Володимерова занималась правозащитной деятельностью в 2000-х, публиковалась в СМИ. Держала три голодовки в защиту политзаключённых.